# Château des Chances
Le château des Chances est situé sur la commune des Haies (département du Rhône), au pied du massif du Pilat.
Le château médiéval des Chances ne présente plus aujourd'hui qu'une tour à moitié écroulée et de rares pans de murs. La trace la plus ancienne se rapportant au château serait celle d’une charte d’avril 970 (Charte Savigny) citant un certain Rudolph, issu de la puissante maison de Lavieu, désigné comme possesseur du château des Chances.